# Caprimulgus candicans
Caprimulgus candicans là một loài chim trong họ Caprimulgidae.